# 修身要領
『修身要領』（しゅうしんようりょう）は慶應義塾が編纂した教訓集である。正式名称は『脩身要領』。福澤諭吉の『修身要領』として知られているが、福澤が編纂したものではなく、実際には、福澤の弟子や子息が集まって編纂したものである。

## 成立

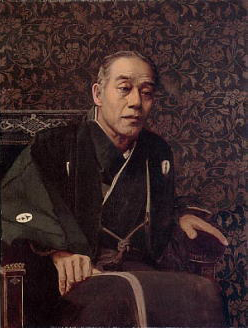
福澤諭吉

福澤は、1898年（明治31年）から『時事新報』に連載された『福翁自伝』の最後で、「私の生涯の中（）に出来（）してみたいと思うところは、全国男女の気品を次第々々に高尚に導いて真実文明の名に恥ずかしくないようにすること」であると述べているように、国民の道徳を高める必要性を感じていた。しかし、同年9月26日に脳出血で倒れたため、書物を執筆することが困難になった。そのため、弟子の小幡篤次郎・門野幾之進・鎌田栄吉・日原昌造・石河幹明・土屋元作および長男の福澤一太郎等に命じて、新しい道徳から成る教訓集を編纂させることになった。教訓集は、福澤が『修身要領』と名づけて、『時事新報』1900年（明治33年）2月25日号に発表された。また、同年6月に福澤が全文を揮毫し、1901年（明治34年）7月25日に単行本が発行された。

## 内容
『修身要領』の内容は、「独立自尊」（どくりつじそん）を基本にする29ヵ条の教訓から構成される。

## 特徴
『修身要領』の特徴は、前書きで「徳教は人文の進歩と共に変化するの約束」と言うように、道徳が時代とともに変化すると述べていることである。そのため、『教育勅語』に反するものとして攻撃された。もし道徳が時代とともに変化するのであれば、『教育勅語』や『修身要領』自体の内容も時代とともに修正・変更する必要があることになる。

## 書誌情報
- 福澤一太郎 等述『修身要領講演』慶應義塾、1900年10月22日。NDLJP:1086549。
福澤一太郎 等が『修身要領』の内容を講演したもの。『修身要領』の原文とその解説が収録されている。
- 福澤諭吉『修身要領』福澤三八、1901年7月25日。NDLJP:756679。
1900年（明治33年）に福澤が全文を揮毫したもの。福澤が前書も揮毫している。
- 富田正文・宮崎友愛 編『福澤文選』 全1巻、慶應義塾出版局、1937年4月23日、1-16頁。
『修身要領』の原文とその英訳 Fukuzawa's moral code が第一章に収録されている。
- 『福澤諭吉全集』 第21巻（再版）、岩波書店、1971年6月30日、353-356頁。
『修身要領』の全文が旧字旧仮名で収録されている。
- 『福沢諭吉選集』 第3巻、岩波書店、1980年12月18日、291-296頁。ISBN 4-00-331022-5。
『修身要領』の全文が新字旧仮名で収録されている。
- 福沢諭吉『学問のすすめ 他一篇 真の独立人になるために』加賀義 現代語訳、幸福の科学出版〈教養の大陸BOOKS〉、2009年10月6日、267-275頁。ISBN 978-4-86395-002-3。
巻末の267-275頁に『修身要領』の現代語訳を収録している。

### 英訳
- Sale, Joseph (1907-06). “The Moral Code of Yukichi Fukuzawa”. The Open Court (The Open Court Publishing Company) XXI (613):  321-329.
Joseph Saleによる英訳 "The Moral Code of Yukichi Fukuzawa."
- Captain Brinkley「FUKUZAWA'S MORAL CODE. 福澤翁の修身要領」『英語青年』第22巻第7号、英語青年社、1910年1月1日、ISSN 0287-2706。
- Captain Brinkley「FUKUZAWA'S MORAL CODE. 福澤翁の修身要領」『英語青年』第22巻第8号、英語青年社、1910年1月15日、ISSN 0287-2706。
ブリンクリーによる英訳 "FUKUZAWA'S MORAL CODE."
- 澤木智惠子「F・ブリンクリーによる福沢諭吉 「修身要領」 の英訳と日英博覧会」『教養デザイン研究論集』第10巻、2016年9月9日、1-21頁、ISSN 2185-6966。
- “Fukuzawa's Moral Code”.   慶應義塾普通部. 2017年9月6日閲覧。